# Pokémon (spelserie)
Pokémon är en spelserie utgiven av Nintendo. Det finns ett stort antal spel i denna serie till ett stort antal olika konsoler. De flesta spelen är av RPG-typ men det finns även ett betydande antal så kallade spinoff-titlar.

## Historia
Första spelet i denna spelserie släpptes i Japan år 1996 till Game Boy och kallas Pocket Monsters. När samma spel skulle lanseras i USA ändrades namnet Pocket Monsters till förkortningen Pokémon, eventuellt med anledning av likheten med leksaksserien Monster in My Pocket.

## Lista över Pokémonspel (i urval)

### Handhållna konsoler
1:a generationen (Game Boy)
- 1996 - Pocket Monsters Röd och Grön
- 1998 - Pokémon Röd och Blå
- 1998 - Pokémon Gul

2:a generationen (Game Boy Color)
- 1999 - Pokémon Guld och Silver
- 2000 - Pokémon Crystal

3:e generationen (Game Boy Advance)
- 2002 - Pokémon Ruby och Sapphire
- 2004 - Pokémon Firered och Leafgreen
- 2004 - Pokémon Emerald
- 2006 - Pokémon Mystery Dungeon: Red Rescue Team

4:e generationen (Nintendo DS)
- 2006 - Pokémon Mystery Dungeon: Blue Rescue Team
- 2007 - Pokémon Ranger
- 2007 - Pokémon Diamond och Pearl
- 2008 - Pokémon Mystery Dungeon: Explorers of Time och Explorers of Darkness
- 2008 - Pokémon Ranger: Shadows of Almia
- 2009 - Pokémon Platinum
- 2009 - Pokémon Mystery Dungeon: Explorers of the Sky
- 2010 - Pokémon Heartgold och Soulsilver

5:e generationen (Nintendo DS och Nintendo 3DS)
- 2010 - Pokémon Black och White
- 2011 - Pokémon Black och White 2
- 2012 - Pokémon Dream Radar

6:e generationen (Nintendo 3DS)
- 2012 - Pokédex 3D Pro
- 2013 - Pokémon X och Y
- 2014 - Pokémon Omega Ruby och Alpha Sapphire

7:e generationen (Nintendo 3DS och Nintendo Switch)
- 2016 - Pokémon Sun och Moon
- 2017 - Pokémon Ultra Sun och Ultra Moon
- 2018 - Pokémon Let's Go, Pikachu! och Let's Go, Eevee!

8:e generationen (Nintendo Switch)
- 2019 - Pokémon Sword och Shield
- 2021 - Pokémon Brilliant Diamond och Shining Pearl
- 2022 - Pokémon Legends: Arceus

9:e generationen (Nintendo Switch)
- 2022 - Pokémon Scarlet och Violet

### Övriga konsoler
1:a och 2:a generationen (Nintendo 64)
- 1999 - Pokémon Snap
- 1999 - Pokémon Stadium
- 2000 - Pokémon Stadium 2

3:e generationen (Nintendo Gamecube)
- 2003 - Pokémon Colosseum
- 2005 - Pokémon XD: Gale of Darkness

4:e generationen (Wii)
- 2006 - Pokémon Battle Revolution
- 2010 - Poké Park: Pikachu's Great Adventure